# Late Night Talking
Singles de Harry Styles
As It Was
(2022) Music for a Sushi Restaurant
(2022)
Late Night Talking est une chanson du chanteur anglais Harry Styles sortie le 21 juin 2022 sous les labels Columbia Records et Erskine Records, en tant que deuxième single de l'album Harry's House. 

## Clip
Dans le clip, réalisé par Bradley et Pablo et sorti le 13 juillet 2022, Styles emprunte un portail dans son propre lit qui le mène à une série d'autres lits - dans une galerie d'art, dans un restaurant, dans un théâtre et un autre qui file à toute allure dans les rues de Londres en passant devant le palais de Buckingham. Le clip comprend également une bataille d'oreillers et Styles officie un mariage, avant de tomber du ciel,,. 

## Classement
| Pays               | Classement               | Position | Référence |
| ------------------ | ------------------------ | -------- | --------- |
| Allemagne          | GfK Entertainment        | 83       | [ 5 ]     |
| Argentine          | Billboard                | 36       | [ 6 ]     |
| Australie          | ARIA                     | 2        | [ 7 ]     |
| Autriche           | Ö3 Austria Top 40        | 9        | [ 8 ]     |
| Belgique           | Ultratop 50 Singles      | 10       | [ 9 ]     |
| Brésil             | Pop Internacional        | 4        | [ 10 ]    |
| Canada             | Billboard                | 3        | [ 11 ]    |
| Croatie            | Hrvatska radiotelevizija | 6        | [ 12 ]    |
| États-Unis         | Billboard Hot 100        | 4        | [ 11 ]    |
| France             | SNEP                     | 32       | [ 13 ]    |
| Grèce              | IFPI                     | 2        | [ 14 ]    |
| Irlande            | IRMA                     | 2        | [ 15 ]    |
| Lituanie           | AGATA                    | 5        | [ 16 ]    |
| Nouvelle-Zélande   | RMNZ                     | 2        | [ 17 ]    |
| Portugal           | AFP                      | 3        | [ 18 ]    |
| République Tchèque | IFPI                     | 6        | [ 19 ]    |
| Royaume-Uni        | OCC                      | 2        | [ 15 ]    |
| Singapour          | RIAS                     | 5        | [ 20 ]    |
| Slovaquie          | IFPI                     | 4        | [ 21 ]    |